# Мясоедов, Николай Александрович (государственный деятель)
Никола́й Алекса́ндрович Мясое́дов (1850 — после 1917) — выборгский губернатор в 1902—1905 гг., сенатор, член Государственного совета; тайный советник.

## Биография
Происходил из потомственных дворян Тульской губернии. Родился 29 октября 1850 года[по какому календарю?].
Окончил 3-ю Московскую гимназию с серебряной медалью (1868) и юридический факультет Московского университета со степенью кандидата прав (1872).
По окончании университета начал службу по Министерству юстиции кандидатом на судебные должности при прокуроре Рязанского окружного суда и был командирован в помощь судебному следователю 1-го участка города Рязани. С февраля 1873 по апрель 1874 года исправлял должность судебного следователя Пронского уезда, после чего был причислен к департаменту Министерства юстиции, с откомандированием к исправлению должности судебного следователя 1-го участка Меленковского уезда Владимирского окружного суда; в 1875 году был назначен товарищем прокурора этого суда, а в 1880 году — переведён на ту же должность в Санкт-Петербургский окружный суд.
В 1881 году перешёл на службу в ведомство Министерства внутренних дел и назначен был чиновником особых поручений V класса при министре графе Н. П. Игнатьеве. В том же году был командирован в Прибалтийский край, где собрал на месте данные, послужившие материалом для возбуждения вопроса о необходимости изучения и пересмотра местных порядков. Вследствие этих трудов в 1882 году на сенатора Н. А. Манасеина была возложена ревизия Лифляндской и Курляндской губерний, результатом которой стали значительные реформы (судебная, полицейская и другие), предпринятые затем в трех прибалтийских губерниях. Оставался докладчиком по всем текущим делам прибалтийских губерний до 30 мая 1882 года, когда граф Игнатьев оставил пост министра внутренних дел. В 1882 году Николай Александрович был назначен лифляндским губернским прокурором, а в 1884 году — курляндским губернским прокурором. Будучи назначен в конце 1889 года председателем Рязанского окружного суда, имел поручение содействовать сенатору Завадскому в введении судебной реформы в Прибалтийском крае.
С 1893 года последовательно занимал должности: товарища обер-прокурора Уголовного кассационного департамента Правительствующего Сената, члена Консультации при Министерстве юстиции учрежденной и и. д. товарища обер-прокурора 2-го департамента Сената. В 1901 году был членом-делопроизводителем в Попечительстве о семействах воинов, призванных из запаса в ряды армии на Дальнем Востоке, а также состоящих там на действительной службе. В 1902 году оставил службу в Министерстве юстиции и через два месяца был назначен на пост Выборгского губернатора. Поддерживал курс финляндского генерал-губернатора Н. И. Бобрикова. В 1905 году революционеры из Финляндской партии активного сопротивления совершили на Николая Александровича покушение, не причинившее ему, однако, тяжких повреждений.
6 мая 1905 года пожалован званием сенатора, с производством в тайные советники. В том же месяце был назначен членом подготовительной комиссии под председательством сенатора Таганцева по разграничению общегосударственного с местным финляндским законодательством. В ноябре 1905 года был назначен к присутствованию во 2-м департаменте Сената, а в 1907 году перемещен во 2-е общее собрание Сената. 10 октября 1908 года назначен членом Государственного совета с пожизненной пенсией в 2000 рублей из финляндских казенных сумм «за выдающуюся деятельность в должности выборгского губернатора». 1 января 1912 года Высочайше назначен в состав 1-го департамента Государственного совета. Входил в правую группу. Был действительным членом Русского собрания, в 1906—1912 годах избирался в Совет РС. Считался специалистом по финляндскому вопросу. В 1909—1910 годах состоял членом Высочайше учрежденной под председательством П. А. Харитонова комиссии, выработавшей проект правил о порядке издания касающихся Финляндии законов общегосударственного значения (закон 17 июня 1910 года). С 1914 года состоял членом Особого совещания по делам Великого княжества Финляндского.
Имел во владении 1460 десятин в Саратовской губернии и 227 десятин в Тульской губернии (в совместном владении с братом и сёстрами).
Судьба после 1917 года неизвестна.

## Награды
- Орден Святого Станислава 1-й ст. (1896)
- Табакерка, украшенная бриллиантами (1904)
- Орден Святой Анны 1-й ст. (1905)
- Орден Святого Владимира 2-й ст. (1910)
- Орден Белого Орла (1913).
- знак отличия Красного Креста за особые труды во время русско-японской войны по Выборгскому местному управлению Красного Креста
- знак «в память 200-летия Правительствующего Сената»

## Семья
Был женат на французской гражданке Марии Христиановне Борх (1845—1918). Их дети: Александр (1876—1964), Владимир (род. 1877), Мария (род. 1881), Вера (род. 1882) и Евгения (род. 1892). Из них наиболее известен Александр — воспитанник Александровского лицея, дипломат, камергер, общественный деятель русской эмиграции.